# Pholeuon leptodirum
Pholeuon leptodirum es una especie de escarabajo del género Pholeuon, familia Leiodidae. Fue descrita por Frivaldszky, I. y J. Frivaldszky en 1857.

## Distribución
Se encuentra en Rumania.

## Subespecies
Se reconocen las siguientes:
- P. l. attila
- P. l. biroi
- P. l. hazayi
- P. l. janitor
- P. l. leptodirum
- P. l. winkleri